# Avenida Guzmán Blanco (Caracas)
La avenida Guzmán Blanco es una importante vía localizada en la parroquia Coche en el Municipio Libertador al oeste del Distrito Metropolitano de Caracas. Empieza en la Plaza Guzmán Blanco (Redoma de Coche) de la Calle 2, frente al Colegio Luisa Cáceres de Arismendi, conectando en su recorrido con la Calle 3, la Calle El Manguito, Calle los Hornos y la Calle los Cedros. Sirve a varias comunidades como las Veredas de Coche y diversas residencias como Cristóbal Rojas, Arturo Michelena, Martín Tovar y Tovar entre otras.
En su recorrido también se encuentra la Iglesia de Santo Domingo Savio, el Colegio Carlos Delgado Chalbaud, el Centro Comercial de Coche, las Residencias Venezuela, la Unidad Educativa Nacional Pedro Emilio Coll y el Club del Inavi. Termina en la Avenida Intercomunal del Valle.
Su nombre hace referencia a Antonio Guzmán Blanco un político y militar Venezolano varias veces presidente del país, y que firmó el Tratado de Coche que puso fin a la Guerra Federal de Venezuela.
En la parroquia El Paraíso de Caracas también existe una Avenida Guzmán Blanco conocida como la Cota 905.